# Natalia Chaptala
Natalia Chaptala (née le 18 avril 1959 à Donetsk) est une juge ukrainienne.

## Formation
Elle a fait des études de droit à l'Université d'État de l'Altaï et a été juge à la cour constitutionnelle et présidente en 2019.